# Diandromyces chilenus
Diandromyces chilenus är en svampart som beskrevs av Thaxt. 1918. Diandromyces chilenus ingår i släktet Diandromyces och familjen Laboulbeniaceae.   Inga underarter finns listade i Catalogue of Life.